# Bönigen
Bönigen ist eine politische Gemeinde im Verwaltungskreis Interlaken-Oberhasli des Kantons Bern in der Schweiz.

## Name
Der Name Bönigen «bei den Leuten, der Sippe Bono» setzt sich zusammen aus dem althochdeutschen Personennamen Bono (von lateinisch bonus «gut») und der Ortsnamensendung ‑ingun.

## Geographie
Bönigen liegt im Berner Oberland am Südufer des Brienzersees. Die Nachbargemeinden von Norden beginnend im Uhrzeigersinn sind: Iseltwald, Gündlischwand, Gsteigwiler, Matten bei Interlaken, Wilderswil und Interlaken.
Die flache Schwemmebene zwischen Brienzer- und Thunersee, auf der das Dorf liegt, wird Bödeli genannt.
Das eigentliche Dorfzentrum liegt an der nordwestlichen Gemeindegrenze entlang der Lütschine bis zum See und ist fast mit Interlaken verwachsen. Der flächenmässig grösste Teil der Gemeinde besteht aus steilem Berghang, an dessen Spitzen sich das Loucherhorn (2230 m ü. M.), die Roteflue (2296 m ü. M.) und die Schynige Platte befinden.

Historisches Luftbild aus 400 m von Walter Mittelholzer von 1925

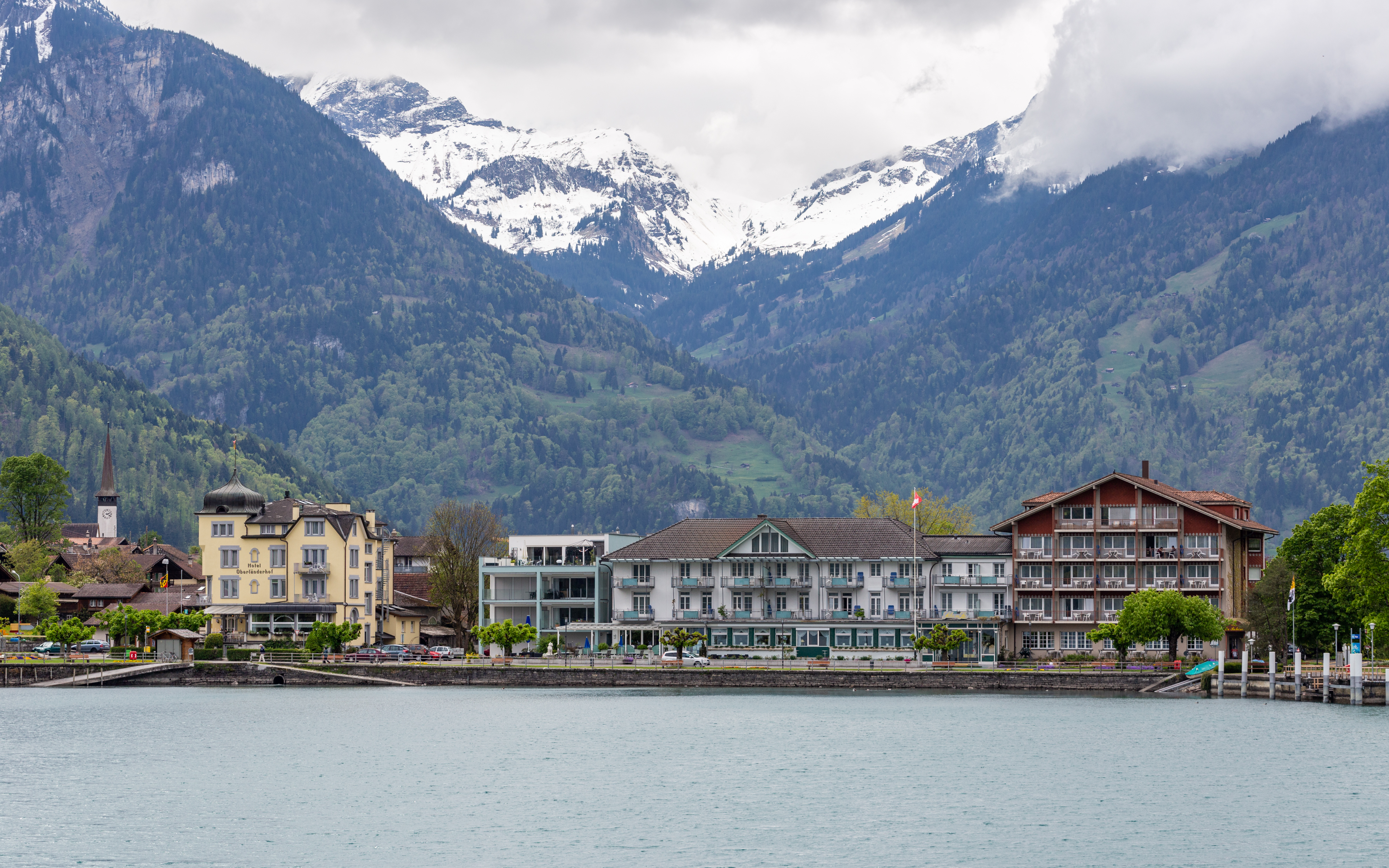
Blick vom Schiff auf Bönigen

## Bevölkerung
| Bevölkerungsentwicklung | Bevölkerungsentwicklung | Bevölkerungsentwicklung | Bevölkerungsentwicklung | Bevölkerungsentwicklung | Bevölkerungsentwicklung | Bevölkerungsentwicklung | Bevölkerungsentwicklung | Bevölkerungsentwicklung | Bevölkerungsentwicklung | Bevölkerungsentwicklung | Bevölkerungsentwicklung | Bevölkerungsentwicklung | Bevölkerungsentwicklung | Bevölkerungsentwicklung |
| ----------------------- | ----------------------- | ----------------------- | ----------------------- | ----------------------- | ----------------------- | ----------------------- | ----------------------- | ----------------------- | ----------------------- | ----------------------- | ----------------------- | ----------------------- | ----------------------- | ----------------------- |
| Jahr                    | 1764                    | 1850                    | 1880                    | 1900                    | 1930                    | 1950                    | 1960                    | 1970                    | 1980                    | 1990                    | 2000                    | 2010                    | 2020                    | 2023                    |
| Einwohner               | 346                     | 1'263                   | 1'519                   | 1'515                   | 1'547                   | 1'734                   | 1'833                   | 1'738                   | 1'835                   | 2'041                   | 2'182                   | 2'436                   | 2'556                   | 2'655                   |

## Politik
Gemeindepräsident ist Ueli Michel (Stand 2025). Unter dem Namen Bönigen existiert neben der Einwohnergemeinde auch eine Burgergemeinde.

## Verkehr
Am Ufer des Brienzersees führt die Autobahn A8 entlang. Von 1874 bis 1969 war Bönigen mit einer 2,2 km langen normalspurigen Eisenbahnstrecke von Interlaken Ost aus erschlossen (Bestandteil der Bödelibahn), die seitdem nur noch als Anschlussgleis zur Werkstätte der BLS AG in Bönigen genutzt wird.

## Kirche
Bönigen gehört zur Kirchgemeinde Gsteig bei Interlaken.

## Wappen
| Wappen von Bönigen | Blasonierung: «Geteilt von Gold und Silber mit einem goldgekrönten Adler und von Silber mit einem halben schwarzen Steinbock.» |
| Wappen von Bönigen | Wappenbegründung: Der Reichsadler erinnert an die Zeit vor 1275, in der Bönigen ein Reichsdorf war. Der Steinbock verweist auf das Wappen der Landschaft Interlaken, zu der Bönigen bis 1798 gehörte. Das Gemeindewappen ist in dieser Form seit 1922 in Gebrauch. |

## Persönlichkeiten
- Friedrich Seiler (* 1808 in Bönigen; † 1883 in Interlaken), Politiker, Hotelier und Industrieller